# Benešov (Morávia do Sul)
Benešov é uma comuna checa localizada na região de Morávia do Sul, distrito de Blansko.